# Byblos Bank
O Byblos Bank (abreviado como BYB) é um banco libanês criado em 1963 e sediado em Beirute, Líbano. É o terceiro maior banco do país em ativos. É um dos bancos Alpha no Líbano, juntamente com o Banque Libano-Française SAL (BLF), o Bank Audi, o BLOM Bank e o Fransabank, que são seus principais concorrentes. Em 31 de julho de 2018, opera 88 filiais no Líbano.

## História
O Byblos Bank foi fundado inicialmente em 1950 como "Sociedade Comercial e Agrícola Byblos Bassil Frères & Co.", uma empresa libanesa especializada em atividades de seda natural, curtimento de couro e crédito agrícola. Em 1961, o nome da empresa foi alterado para "Société Bancaire Agricole Byblos Bassil Frères & Co.", e em 1963 foi estabelecido como Byblos Bank SAL e registrado no recém-criado Banque du Liban.
Os fundadores iniciais incluem Semaan Melkan Bassil, Youssef Melkan Bassil, Victor Fernainé e Fouad Fernainé, todos oriundos de famílias poderosas baseadas na antiga cidade fenícia de Byblos, ao norte de Beirute. François Bassil, o atual presidente do Byblos Bank Group, contribuiu para o estabelecimento do Byblos Bank SAL em 1963.

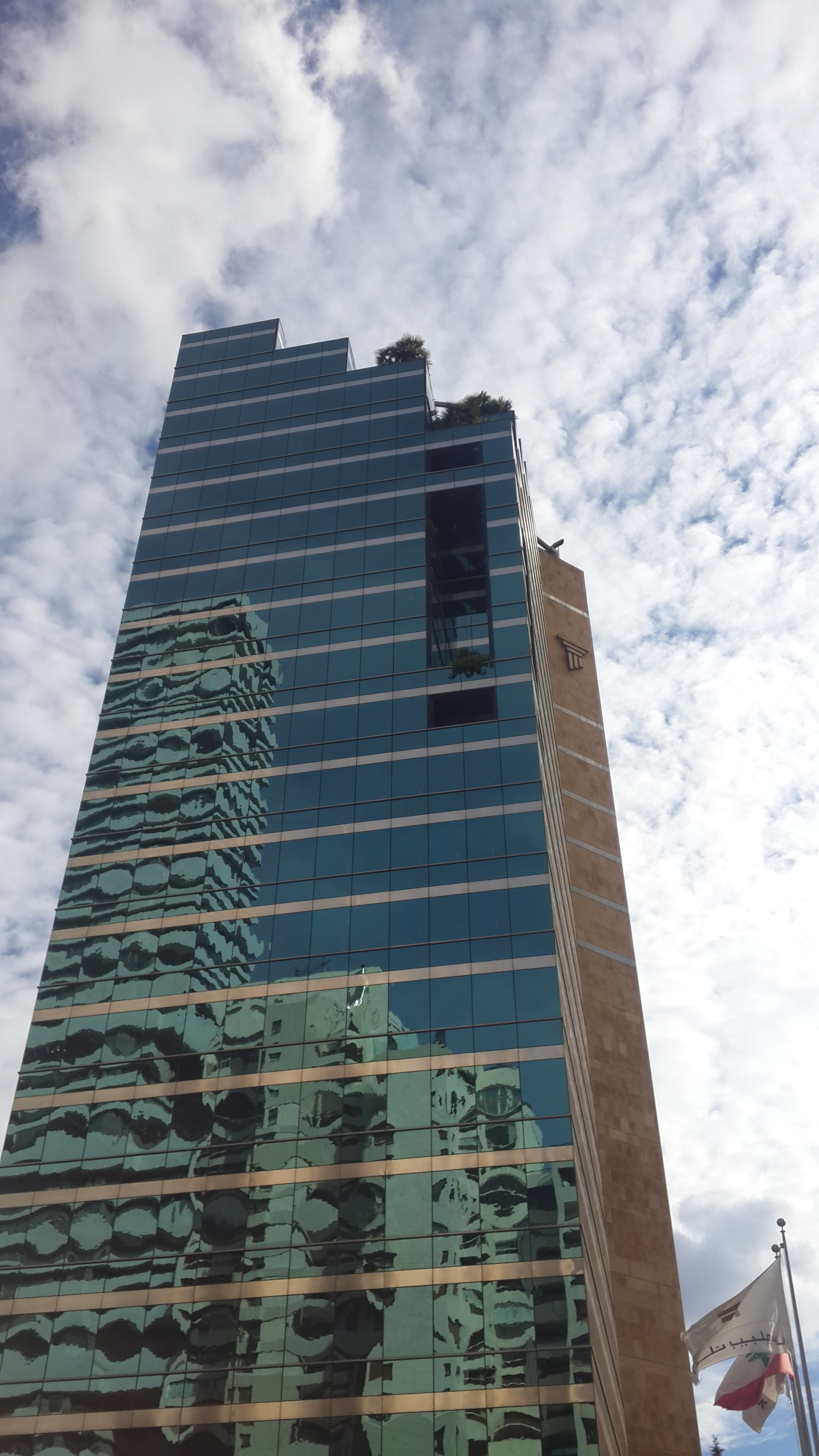
A torre do Banco Byblos em Ashrafieh, Beirute.

## Parcerias internacionais
O Banco Byblos estabeleceu parcerias com várias entidades internacionais, incluindo: a International Finance Corporation (IFC), que é o braço do setor privado do Grupo Banco Mundial, a Agência Francesa de Desenvolvimento (AFD), uma instituição pública que fornece desenvolvimento financiamento e sua subsidiária, a Société de Promotion et Participation for the Coopération Economique (PROPARCO). Essas instituições estão entre os acionistas mais notáveis do Banco. Em 2009, o Byblos Bank nomeou o Banco de Nova York Mellon como banco depositário.

## Listagem e áreas atendidas
O Byblos Bank está listado na Bolsa de Valores de Beirute (BYB) e se tornou em 2009 o primeiro emissor libanês a ser listado na Bolsa de Londres. Também opera ativamente em 9 países do Oriente Médio, Europa e África, incluindo: Reino Unido, França, Bélgica, Armênia, Chipre, Emirados Árabes Unidos, Iraque e Nigéria.